# Isola di Andresen
L'isola di Andresen (in inglese Andresen Island), conosciuta anche come Isla Curanilahue, è un'isola antartica lunga 4 km, situata al centro dell'ingresso del fiordo di Lallemand, al largo della costa occidentale della Terra di Graham.
Fu scoperto dalla spedizione antartica francese guidata da Jean-Baptiste Charcot (1908-1910), e chiamata da lui così in onore del manager della Magellan Whaling Co. presso la base dell'isola Deception della compagnia, che fornì il carbone per la spedizione.